# Bendemeer
Bendemeer (221 habitants) est un village de la Nouvelle-Angleterre, une région de Nouvelle-Galles du Sud en Australie à 452 kilomètres au nord de Sydney à la réunion de la New England Highway et de l'Oxley Highway sur la McDonald River.